# Thenambakkam
Thenambakkam è una suddivisione dell'India, classificata come census town, di 9.257 abitanti, situata nel distretto di Kanchipuram, nello stato federato del Tamil Nadu. In base al numero di abitanti la città rientra nella classe V (da 5.000 a 9.999 persone).

## Geografia fisica
La città è situata a 12° 48' 37 N e 79° 44' 20 E.

## Società

### Evoluzione demografica
Al censimento del 2001 la popolazione di Thenambakkam assommava a 9.257 persone, delle quali 4.700 maschi e 4.557 femmine. I bambini di età inferiore o uguale ai sei anni assommavano a 1.060, dei quali 547 maschi e 513 femmine. Infine, coloro che erano in grado di saper almeno leggere e scrivere erano 6.046, dei quali 3.436 maschi e 2.610 femmine.